# 次级债
次级债务是指如果发债公司倒闭或清算时，清偿优先级（索偿权）排在一般债务之后的债务。通常为长期债务。
由于次级债务的风险更大，因此通常债息更高。
次级债务依法可计入银行的附属资本。